# Scopula submutata
Scopula submutata là một loài bướm đêm trong họ Geometridae.